# Bruna Alexandre
Pour les articles homonymes, voir Costa et Alexandre.
Bruna Costa Alexandre, née le 29 mars 1995 à Criciúma (Santa Catarina), est une pongiste handisport brésilienne concourant en classe 10. Elle est championne du monde par équipes (2017) et vice-championne paralympique en individuel (2021).

## Biographie
Costa Alexandre doit subir l'amputation de son bras droit à l'âge de six mois à la suite d'une thrombose, ou de trois ans à cause d'une réaction au vaccin BCG selon les sources. Elle commence le tennis de table à sept ans.

## Carrière
Lors des Jeux paralympiques d'été de 2016, elle remporte deux médailles de bronze : une en individuel et une par équipes avec Danielle Rauen. Quatre ans plus tard aux Jeux de 2020, elle atteint la finale en individuelle mais est battue par l'Australienne Yang Qian.
En 2021 et 2022, elle est deux fois championne du Brésil de tennis de table chez les valides. Elle joue ensuite aux Jeux panaméricains de 2023.
Aux Championnats du monde de tennis de table 2023, elle joue six matches et en gagne quatre. Ses deux matchs perdus sont contre la cinquième et la vingtième joueuse mondiale, ce qui la fait monter à la 170e place mondiale.
Elle participe aux Jeux olympiques d'été de 2024 et aux Jeux paralympiques d'été de 2024, devenant la première Brésilienne dans ce cas de figure et suivant Oscar Pistorius et Natalia Partyka. Elle est éliminée par équipes en huitième de finales face à la Corée du Sud.
Aux Jeux paralympiques, elle est tête de séries en individuel et participe également au double mixte et au double féminin.

## Palmarès

### Jeux paralympiques
- médaille d'argent en individuel classe 10 aux Jeux paralympiques d'été de 2020 à Tokyo
- médaille de bronze en individuel classe 10 aux Jeux paralympiques d'été de 2016 à Rio de Janeiro
- médaille de bronze par équipes classe 6-10 aux Jeux paralympiques d'été de 2016 à Rio de Janeiro